# Cylindroiulus horvathi
Cylindroiulus horvathi är en mångfotingart som först beskrevs av Karl Wilhelm Verhoeff 1897.  Cylindroiulus horvathi ingår i släktet Cylindroiulus och familjen kejsardubbelfotingar. Inga underarter finns listade i Catalogue of Life.